# Thiago Cionek
Thiago Cionek, de son nom complet Thiago Rangel Cionek, né le 21 avril 1986 à Curitiba au Brésil, est un footballeur international polonais. Il occupe actuellement le poste de défenseur à la Reggina 1914.
Brésilien d'origine polonaise, il a entrepris des démarches pour obtenir la nationalité de ses grands-parents en envoyant un dossier au bureau juridique de la voïvodie de Podlachie en Pologne dès juillet 2009. Deux ans plus tard, il devient officiellement citoyen polonais.

## Biographie

### Débuts au Brésil, et court passage au Portugal
Formé au Vila Hauer EC à Curitiba, sa ville natale, il rejoint en 2005 le Cuiabá Esporte Clube, puis en 2007 le GD Bragança, club portugais de troisième division. Ne jouant que deux matches (pour un but), il retourne logiquement dans son pays, en signant au CR Brasil. Il reste une saison en deuxième division, et obtient la huitième place.

### Titulaire à Białystok
Le 16 juillet 2008, Thiago Rangel rejoint le Jagiellonia Białystok en Pologne, la terre de ses grands-parents, et y signe un contrat portant sur trois ans. Il fait ses débuts avec le Jaga le 2 septembre en Coupe de la Ligue contre le ŁKS Łódź, et marque le quatrième but de son équipe. Dix jours plus tard, toujours face à cette même équipe, il dispute son premier match d'Ekstraklasa. Utilisé partiellement par son entraîneur, il joue dix-neuf matches et inscrit deux buts en fin de saison, assez mouvementée pour le joueur. En effet, lors de la vingt-septième journée, il marque son premier but en championnat contre le Lechia Gdańsk, mais reçoit quelques secondes plus tard un second carton jaune pour avoir provoqué les supporters placés derrière les tribunes du stade, le match se disputant à huis clos. L'année suivante, Thiago n'a besoin que d'un mois et demi pour obtenir une place de titulaire, et devient un joueur essentiel du Jaga. À partir de la septième journée, il dispute l'intégralité de tous les matches de championnat et de coupe nationale, sauf la finale de cette dernière, étant blessé. Le 22 mai 2010, il assiste des tribunes à la victoire de son équipe sur le Pogon Szczecin, équipe de deuxième division, et donc à la première qualification européenne de l'histoire du club. Le 10 juin, il prolonge son contrat, qui le lie désormais au Jaga jusqu'en juin 2013.
Éliminés rapidement de Ligue Europa la saison suivante, Thiago Cionek et le Jagiellonia se glissent en championnat dans la course au titre. Mais inexpérimentée, son équipe chute en fin de saison à la quatrième place, qualificative tout de même pour la Coupe d'Europe. En 2011, l'expérience est encore plus désastreuse en Ligue Europa, le Jaga étant éliminé dès le premier tour avec le statut de tête de série.
En janvier 2016, il quitte Modena et s'engage avec Palerme,.

## Palmarès
- Vainqueur de la Coupe de Pologne : 2010
- Vainqueur de la Supercoupe de Pologne : 2010